# Глибочок (Звягельський район)
Глибочо́к (раніше також Глубочок) — село в Україні, у Баранівській міській територіальній громаді Звягельського району Житомирської області. Чисельність населення становить 932 особи (2001). У 1923—38 роках — адміністративний центр колишньої однойменної сільської ради.

## Населення
За довідником 1885 року в селі мешкало 337 осіб, налічувалося 38 дворових господарств, наприкінці 19 століття — 559 жителів, дворів — 100.
Відповідно до результатів перепису населення Російської імперії 1897 року, загальна кількість мешканців становила 553 особи, з них: православних — 544, чоловіків — 280, жінок — 273.
У 1906 році в селі проживало 636 мешканців, дворів — 113, у 1923 році — 983 мешканці, дворів — 180.
Відповідно до результатів перепису населення СРСР, кількість населення станом на 12 січня 1989 року становила 991 особу. Станом на 5 грудня 2001 року, відповідно до перепису населення України, кількість мешканців села становила 932 особи.

## Історія
В околицях села було кілька курганів. Колишня власність князів Острозьких, в середині 17 століття належало Анні Алоїзі Ходкевичевій, котра у 1650 році вносила з села від 20 димів, у 1651 році — від 16 димів, а в 1653 році — від 1 дима. Потім належало Понінським у полонському та любарському ключах, згодом — Валевським. З приданим за однією з Валевських перейшло до Гагаріних.
У другій половині 19 століття — село Баранівської волості Новоград-Волинського повіту, на річці Глибочок. Чисельність селян становила 117 осіб, земель селянських 238 десятин. Належало Строгановим, колишня власність Гагаріних, які набули маєток від Валевських.
За довідником 1885 року — колишнє поміщицьке сільце Баранівської волості Новоград-Волинського повіту Волинської губернії, на річці Хомора. Була каплиця.
Наприкінці 19 століття — сільце Баранівської волості Новоград-Волинського повіту Волинської губернії. Лежало за 45 верст від Новограда-Волинського, за 11 верст від Баранівки, на річці Хомора, притоці Случі. Належало до православної парафії у Баранівці. Великий землевласник — Грипара, 321 десятина.
У 1906 році — село Баранівської волості (3-го стану) Новоград-Волинського повіту Волинської губернії. Відстань до повітового центру, м. Новоград-Волинський, становила 45 верст, до волосного центру містечка Баранівка — 10 верст. Поштове відділення — Баранівка.
23 листопада 1921 р. через Глибочок, повертаючись із Листопадового рейду, проходила Подільська група (командувач Сергій Чорний) Армії Української Народної Республіки.
У 1923 році включене до складу новоствореної Глибочської сільської ради, яка 7 березня 1923 року увійшла до складу новоутвореного Баранівського району Житомирської округи; адміністративний центр ради. Розміщувалося за 9 верст від районного центру міст. Баранівка. 20 жовтня 1938 року, після ліквідації Глибочської сільської ради, село підпорядковане Першотравенській селищній раді Баранівського району Житомирської області. 30 грудня 1962 року, в складі селищної ради, село передане до Новоград-Волинського району. 7 січня 1963 року, відповідно до рішення Житомирського облвиконкому № 2 «Про зміну адміністративної підпорядкованості окремих сільських рад і населених пунктів», село передане до складу відновленоїМарківської сільської ради Новоград-Волинського району. 8 грудня 1966 року, в складі сільської ради, передане до відновленого Баранівського району.
27 липня 2016 року село увійшло до складу новоствореної Баранівської міської територіальної громади Баранівського району Житомирської області. Від 19 липня 2020 року, разом з громадою, в складі новоствореного Новоград-Волинського (згодом — Звягельський) району Житомирської області.

## Відомі люди
- Вітюк Євгеній Федорович (22 серпня 1912, Глибочок — 3 квітня 1975, там само) — повний кавалер ордена Слави. Відзначився під час визволення Бердичева (Житомирська область), у боях поблизу міста Броди (Львівська область) та у Польщі. У 1945—1968 роках працював на Баранівському порцеляновому заводі[14].
- Маляренко Ігор Олексійович (1934—2002) — український живописець.